# Bohušovice nad Ohří
Bohušovice nad Ohří (deutsch Bauschowitz an der Eger, älter auch Busowitz, Buschewitz) ist eine Stadt in Tschechien. Sie liegt sechs Kilometer südlich von Litoměřice am linken Ufer der Eger und gehörte zum Okres Litoměřice.

## Gemeindegliederung
Die Stadt Bohušovice nad Ohří besteht aus den Ortsteilen Bohušovice nad Ohří (Bauschowitz an der Eger) und Hrdly (Herdly), die zugleich auch Katastralbezirke bilden.

## Geschichte

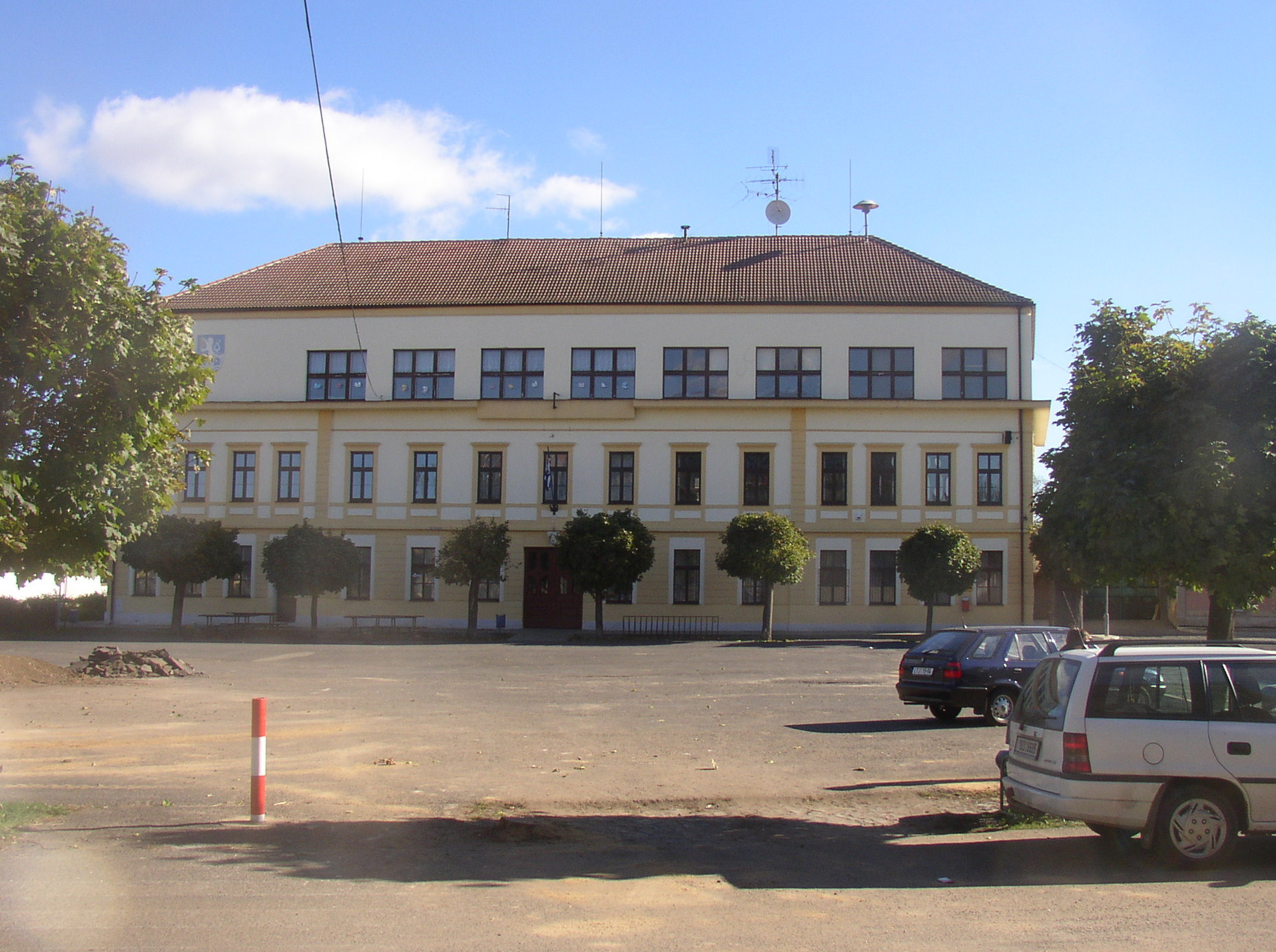
Rathaus

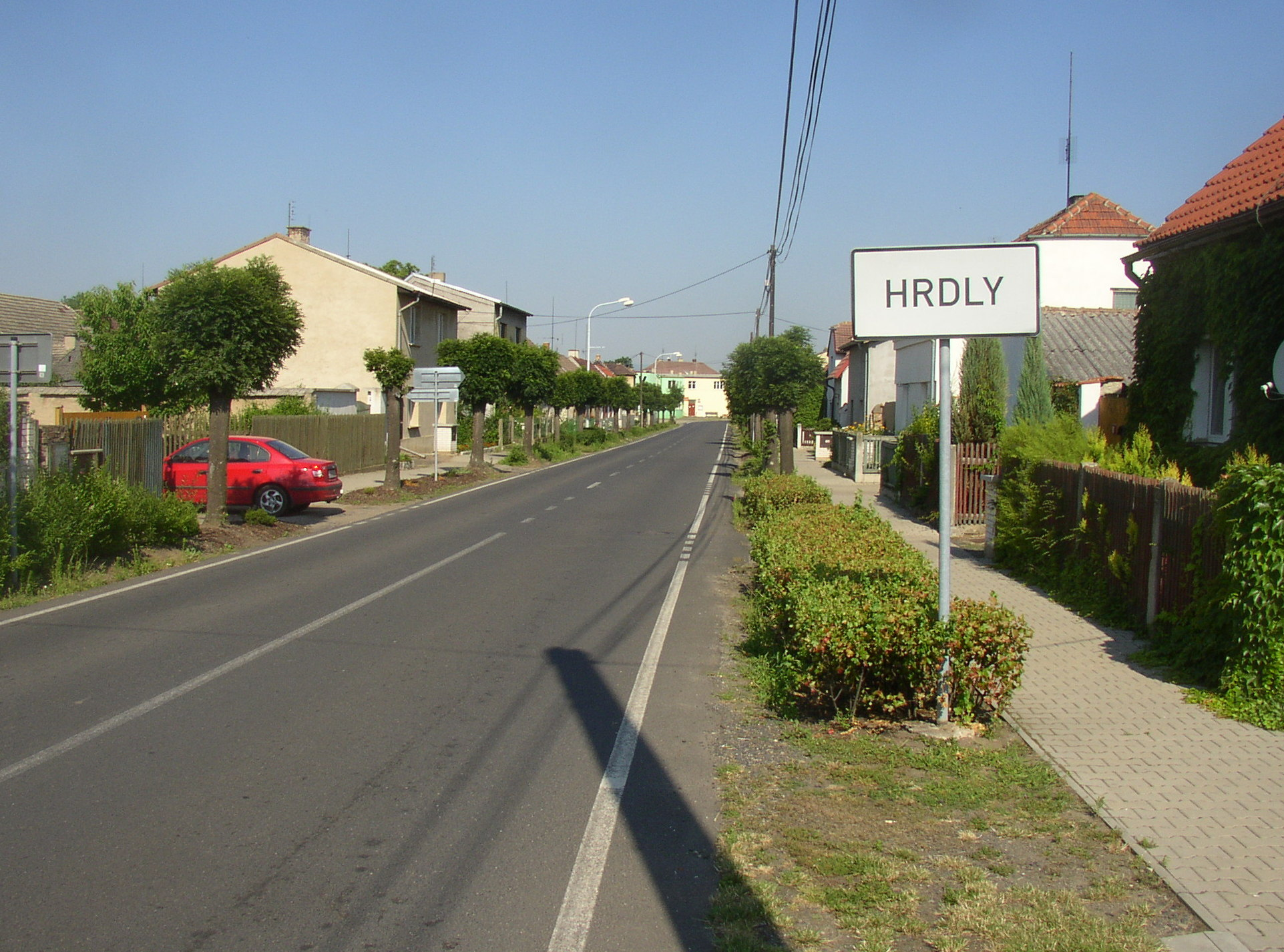
Hauptstrasse in Hrdly

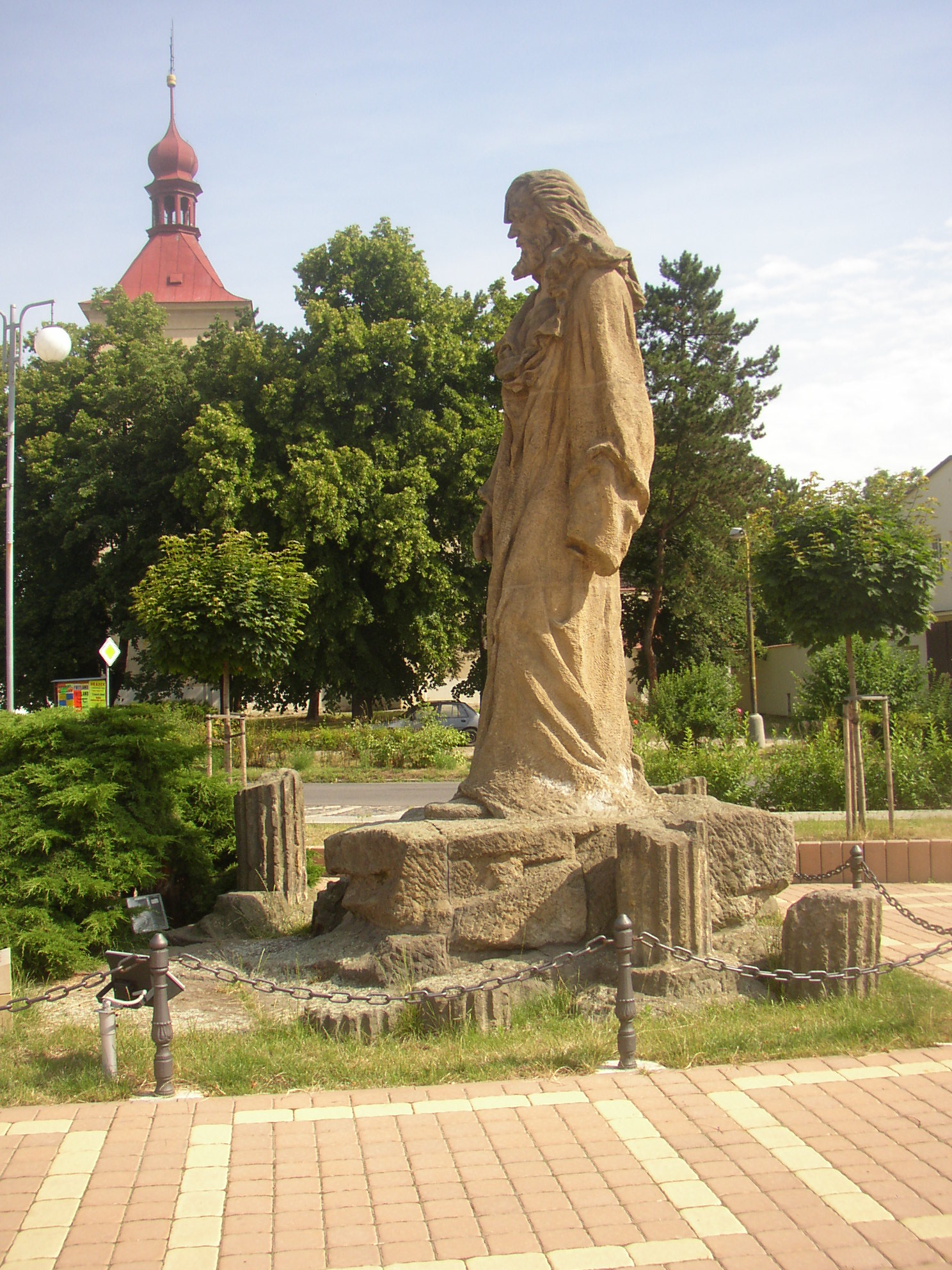
Hus-Denkmal

An der Stelle der heutigen Stadt befand sich bereits im 9. Jahrhundert eine slawische Ansiedlung. Urkundlich wurde „Bogušovci“ im Jahr 1057 erstmals erwähnt. Durch seine Lage an der Handelsstraße von Prag über Leitmeritz nach Sachsen entwickelte sich Bauschowitz zu einem kleinen Marktflecken.
Nach der Beilegung des Bayerischen Erbfolgekriegs, bei dem dem preußischen Heer 1778 der Einmarsch nach Böhmen gelang, ließ Kaiser Joseph II. 1780 zwei Kilometer nördlich von Bauschowitz im sumpfigen Gelände eine Festung errichten. Sie sollte dem Schutz des böhmischen Beckens und der Hauptstadt dienen. Nach seiner verstorbenen Mutter Maria Theresia erhielt die Festung den Namen Theresienstadt.
Die Eröffnung der Eisenbahnverbindung von Prag nach Dresden war für den Ort von großer wirtschaftlicher Bedeutung. Durch die Errichtung eines Bahnhofs wurde Bauschowitz Umschlagpunkt für die Produkte des landwirtschaftlich geprägten unteren Egertals und es entstanden Betriebe der Lebensmittelproduktion. Diese Entwicklung führte dazu, dass Bohušovice im Jahr 1920 das Stadtrecht erhielt.
Noch heute ist Bohušovice ein Zentrum der Lebensmittelherstellung und besitzt eine große Molkerei. In etwa sechs Kilometer Entfernung wird die Stadt im Westen und Süden von der Autobahn D 8 umfahren und ist über die Abfahrten 45 Lovosice-vychod und 35 Doksany erreichbar.

### Hrdly
Hrdly (deutsch: Herdle, älter auch Heridel) war Sitz einer dem Kloster Břevnov gehörenden Gutsherrschaft, die als Verwaltungszentrum des Klosterbesitzes in dieser Gegend diente. Das Verwaltungsgebäude wurde 1746–1747 vom Stiftsbaumeister Kilian Ignaz Dientzenhofer umgebaut; gleichzeitig wurde eine Kapelle mit einer flachen Vorhalle und einem Presbyterium errichtet.

## Sehenswürdigkeiten
- Die dem heiligen Prokop geweihte Kirche wurde 1716 errichtet.
- Denkmal für Jan Hus von 1911
- Die Statue des heiligen Benedikt im Ortsteil Hrdly schuf 1745 Karl Joseph Hiernle.

## Persönlichkeiten
- Josef Vondruška (1952–2014), Dichter, Romancier und Musiker